# クロセチン
クロセチン(Crocetin)は、天然に存在するカロテノイドカルボン酸であり、クロッカスの花に含まれている。融点285℃の赤レンガ色の結晶を作る。
クロセチンの化学構造は、サフランの色の基となっているクロシン分子の中央の核になっている。
近年の研究によって、クロセチンの経口投与によって、健康な人の肉体的疲労を減少させる効果が示唆されている。